# L'amore è eterno finché dura
L'amore è eterno finché dura è un film del 2004 diretto da Carlo Verdone.

## Trama
Gilberto Mercuri, stimato ottico cinquantenne sposato da vent'anni con la psicologa Tiziana e padre di Marta, partecipa, un po' per gioco un po' per noia, a uno speed date (dall'inglese appuntamento veloce) per trovare l'anima gemella. L'indomani i carabinieri convocano Gilberto in caserma in quanto, durante l'appuntamento veloce, aveva conosciuto la giovane e affascinante Stella: la compagna di camera, infatti, ne ha appena denunciato la scomparsa. Gilberto viene accompagnato in caserma da una preoccupata Tiziana e a questo punto la verità viene inevitabilmente a galla (tra l'altro nel modulo di partecipazione allo speed date Gilberto aveva dichiarato d'essere vedovo): Tiziana ordina al marito di fare le valigie e andarsene. Alla ricerca di una nuova sistemazione, Gilberto viene quindi ospitato da Andrea, socio nel loro negozio di ottica, nell'appartamento che egli condivide con la fidanzata Carlotta. Nel periodo di separazione dalla moglie, Gilberto scopre che Tiziana ha da tempo una relazione extraconiugale con Guido, chirurgo e suo maestro di tennis, e decide pertanto di abbandonare qualsiasi intenzione di salvaguardare il proprio matrimonio. Grazie anche all'aiuto di Andrea e Carlotta, Gilberto comincia a frequentare altre donne e a cercare un nuovo appartamento, ma presto si rende conto che quello che cerca è molto più vicino di quanto possa sembrare. Trova infatti finalmente l'amore in Carlotta, la fidanzata del suo migliore amico.
In precedenza Gilberto era stato contattato proprio da Stella, rientrata in Italia dopo una improvvisa fuga d'amore andata male, ma a cena si rende conto di quanto sia strana, in quanto lei gli parla in lacrime di bizzarre comunicazioni ultraterrene con la moglie che crede morta. Gilberto se ne sbarazza immediatamente, ma quando Stella lo va a cercare in negozio e si imbatte in Andrea, questi se ne innamora follemente e parte in fretta e furia per le Canarie con lei, mollando Carlotta, che è quindi ora libera di frequentare Gilberto alla luce del sole. Nel frattempo Tiziana, mollata da Guido, cerca di ricucire lo strappo con Gilberto, senza successo. Organizza quindi un viaggio da sola nel Mar Rosso ma mentre sta per prendere l'aereo si imbatte in Andrea, di ritorno dalla fuga d’amore con Stella, andata male. I due si fermano a parlare dei loro stati d’animo e delle loro debolezze, lasciando presagire che qualcosa potrebbe nascere tra loro.
Gilberto e Carlotta invece decidono di godersi il loro rapporto senza affrettare le cose, rimandando così la convivenza, tutto questo mentre anche Marta trova l'amore.

## Citazioni
Quando Carlo Verdone entra nel negozio di materiali elettronici sugli schermi viene trasmesso il film La guerra degli Antò. Inoltre Verdone, da sempre appassionato di musica degli anni '60 e '70, a circa metà del film fa in modo che si intraveda una collezione di dischi 33 giri. Si scorgono piuttosto nitidamente le copertine di due dischi storici: il doppio album "Wheels of Fire" dei Cream e il triplo concerto di "Woodstock", usciti rispettivamente nel 1968 e nel 1970. Durante il lungometraggio viene anche mostrato un frammento di un concerto di Joe Cocker.

## Colonna sonora
La colonna sonora di questo film è curata da Fabio Liberatori, già collaboratore in molti film dell'attore romano (tra i quali Borotalco, Acqua e sapone, I due carabinieri e Compagni di scuola). Il tastierista ha dichiarato che, tra quelli da lui sonorizzati, il lungometraggio L’amore è eterno finché dura è quello nel quale gli è stato concesso più spazio e che gli ha regalato maggiori soddisfazioni.

## Distribuzione
Il film è uscito nelle sale italiane il 20 febbraio 2004.

## Accoglienza

### Incassi
Il film ha incassato circa 9 milioni di Euro, Risultando 16º nella classifica del box Office della stagione 2003/2004

## Riconoscimenti
- 2004 – David di Donatello
  - Candidatura al miglior attore protagonista a Carlo Verdone
  - Candidatura alla miglior fotografia a Danilo Desideri

- 2005 – Nastro d'argento
  - Migliore attrice protagonista a Laura Morante
  - Candidatura al migliore attore protagonista a Carlo Verdone
  - Candidatura al migliore sonoro in presa diretta a Gaetano Carito
- 2004 – Globo d'oro
  - Miglior attore protagonista a Carlo Verdone